# جایزه بزرگ کانادا ۱۹۷۹
جایزه بزرگ کانادا ۱۹۷۹ (انگلیسی: ‎1979 Canadian Grand Prix‎) یک مسابقهٔ موتوری در رشتهٔ اتومبیل‌رانی فرمول یک بود که در تاریخ ۳۰ سپتامبر ۱۹۷۹ در پیست ژیل ویلنوو واقع در مونترآل، کانادا برگزار شد. این گراند پری در میان ۱۵ گراند پری در فصل ۱۹۷۹، مسابقهٔ شمارهٔ ۱۴ بود.
در این مسابقه که در ۷۲ دور و به مسافت ۳۲۴٫۰۰۰ کیلومتر (۲۰۱٫۳۲۴ مایل) برگزار شد، پول پوزیشن توسط آلن جونز کسب شد و سریع‌ترین زمان برای طی یک دور پیست که برابر با ۱:۳۱٫۲۷۲ بود نیز توسط آلن جونز به ثبت رسید.
آلن جونز از تیم ویلیامز-فورد، ژیل ویلنوو از تیم فراری و کلی رگاتزونی از تیم ویلیامز-فورد به‌ترتیب مقام‌های اول تا سوم مسابقه را کسب کردند.

## رده‌بندی قهرمانی پس از مسابقه
| جایگاه | راننده       | امتیاز  |
| ------ | ------------ | ------- |
| ۱      | جودی شکتر    | ۵۱ (۶۰) |
| ۲      | ژیل ویلنوو   | ۴۴      |
| ۳      | آلن جونز     | ۴۰ (۴۳) |
| ۴      | ژاک لافیت    | ۳۶      |
| ۵      | کلی رگاتزونی | ۲۹ (۳۲) |
| منبع:  |              |         |

| جایگاه | سازنده       | امتیاز |
| ------ | ------------ | ------ |
| ۱      | فراری        | ۱۰۴    |
| ۲      | ویلیامز-فورد | ۷۵     |
| ۳      | لیجیه-فورد   | ۶۱     |
| ۴      | لوتوس-فورد   | ۳۹     |
| ۵      | تایرل-فورد   | ۲۴     |
| منبع:  |              |        |

یادداشت
- تنها پنج جایگاه نخست از هر رده‌بندی نمایش داده شده است.